# Ácido peroxi

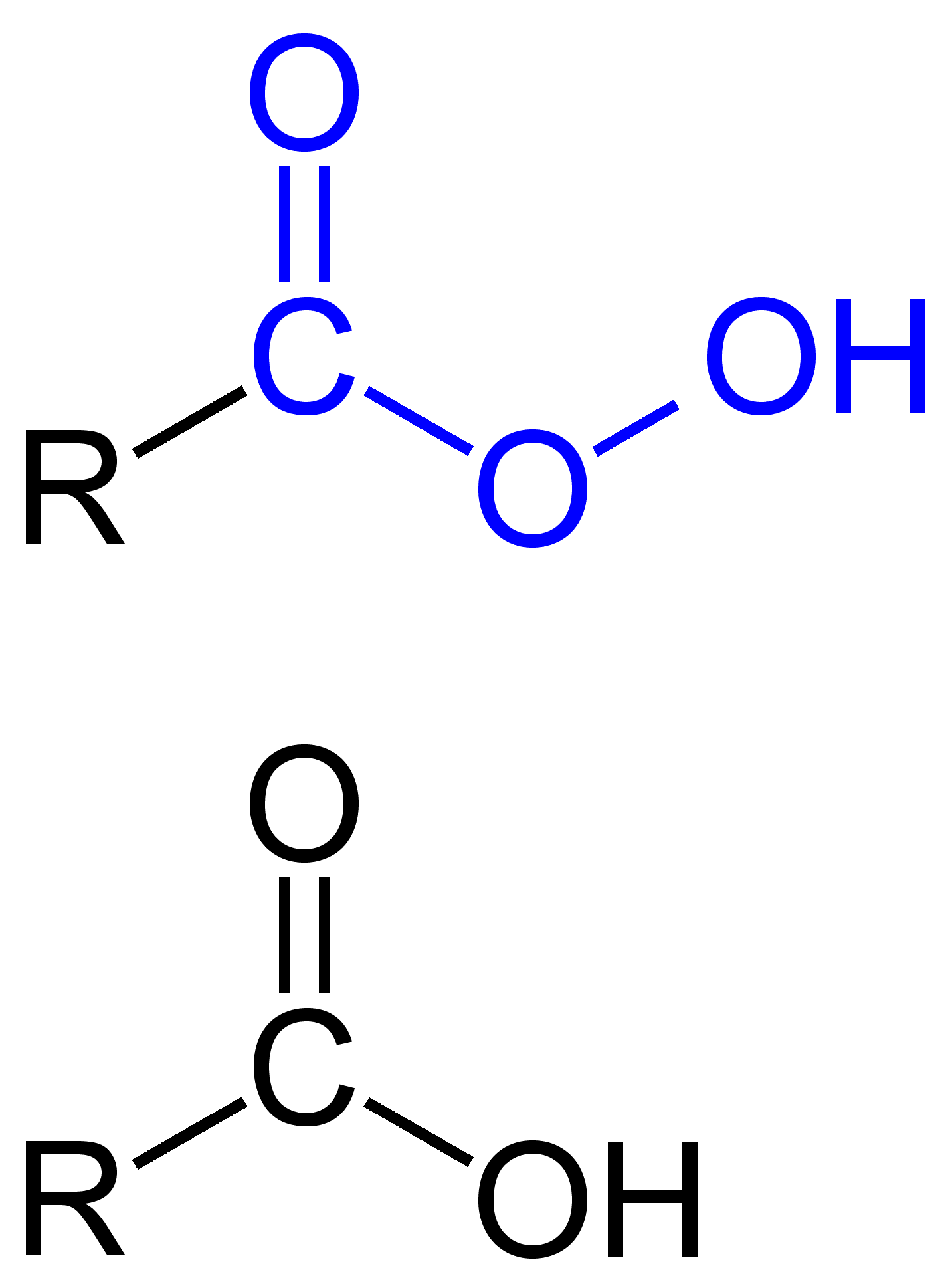
Fórmulas generales de un ácido peroxiorgánico (arriba) grupo ácido en azul, en comparación con un ácido carboxílico (inferior).

Los peroxiácidos o perácidos son oxiácidos que contiene un grupo ácido −OOH. Las dos clases principales son las derivados de ácidos minerales convencionales, especialmente del ácido sulfúrico y los derivados orgánicos de los ácidos carboxílicos. Se obtienen mediante oxidación con peróxido de hidrógeno (H2O2) o por oxidación electrolítica. Son oxidantes fuertes. Entre los perácidos inorgánicos, tienen importancia el  ácido persulfúrico y el perbórico (HBO3) y sus derivados. Entre los orgánicos, los más estables, como el ácido perbenzoico o el monoperftálico se utilizan para la preparación de epóxidos.

## Peroxiácidos inorgánicos
El ácido peroxosulfúrico (ácido de Caro) es probablemente el perácido inorgánico más importante, al menos en términos de uso. Se utiliza para el blanqueo de pulpa y para la desintoxicación de cianuro en la industria minera. Se produce por el tratamiento de ácido sulfúrico con peróxido de hidrógeno. El ácido peroxifosfórico (H3PO5) se prepara de manera similar.

## Peroxiácidos orgánicos
Varios peroxiácidos orgánicos son comercialmente útiles. Se pueden preparar de varias maneras. La forma más común es por reacción del  ácido carboxílico o de su anhídrido, con una disolución de peróxido de hidrógeno (al 30 o al 90%).
{\displaystyle {\ce {R-COOH + H2O2 <=> R-CO3H + H2O}}}
{\displaystyle {\ce {(R-CO)2O + H2O2 -> R-CO3H + R-COOH}}}
Este método es popular para la conversión de anhídridos cíclicos de los monoperoxiácidos correspondientes, por ejemplo ácido monoperoxiftálico. 
Otro método implica el tratamiento de cloruros de acilo:
{\displaystyle {\ce {R-COCl + H2O2 -> R-CO3H + HCl}}}
El ácido meta-cloroperoxibenzoico (m-CPBA) se prepara de esta manera.

Síntesis del ácido cloroperoxibenzoico

### Propiedades y aplicaciones
Los ácidos peroxicarboxílicos son aproximadamente mil veces más débiles que el ácido carboxílico correspondiente, debido a la falta de estabilización por resonancia del anión. Por razones similares, sus valores de pKa se ven poco afectados por el sustituyente R de cada carboxilo.
La aplicación más común de los peroxiácidos orgánicos es la conversión de alquenos en epóxidos (reacción de Prilezhaev).

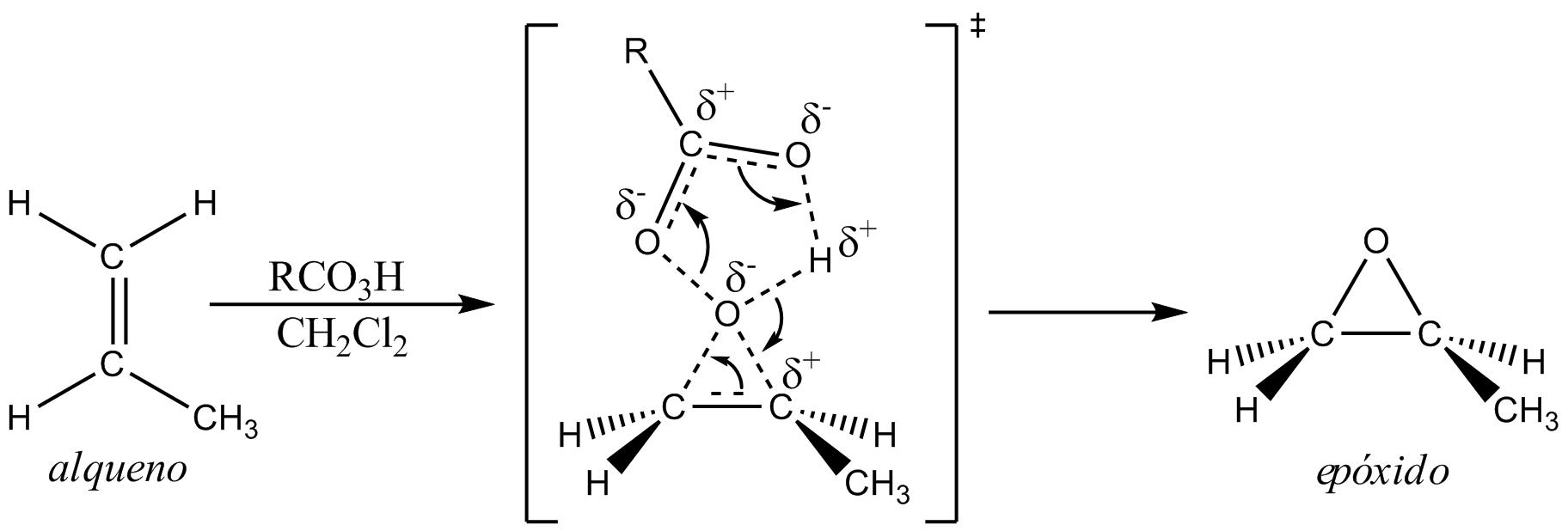
Reacción de Prileschajew

Otra reacción común es la conversión de cetonas cíclicas en ésteres de anillo expandido mediante el empleo de perácidos en una oxidación de  oxidación de Baeyer-Villiger. También se utilizan para la oxidación de aminas y tioéteres de óxidos de amina y sulfóxidos. 
La reacción de los ácidos peroxicarboxílicos con cloruros de acilo produce peróxidos de diacilo:
{\displaystyle {\ce {R-COCl + R-CO3H -> R-CO-O-O-CO-R + HCl}}}